# St.-Antonius-Kapelle (Schweskau)

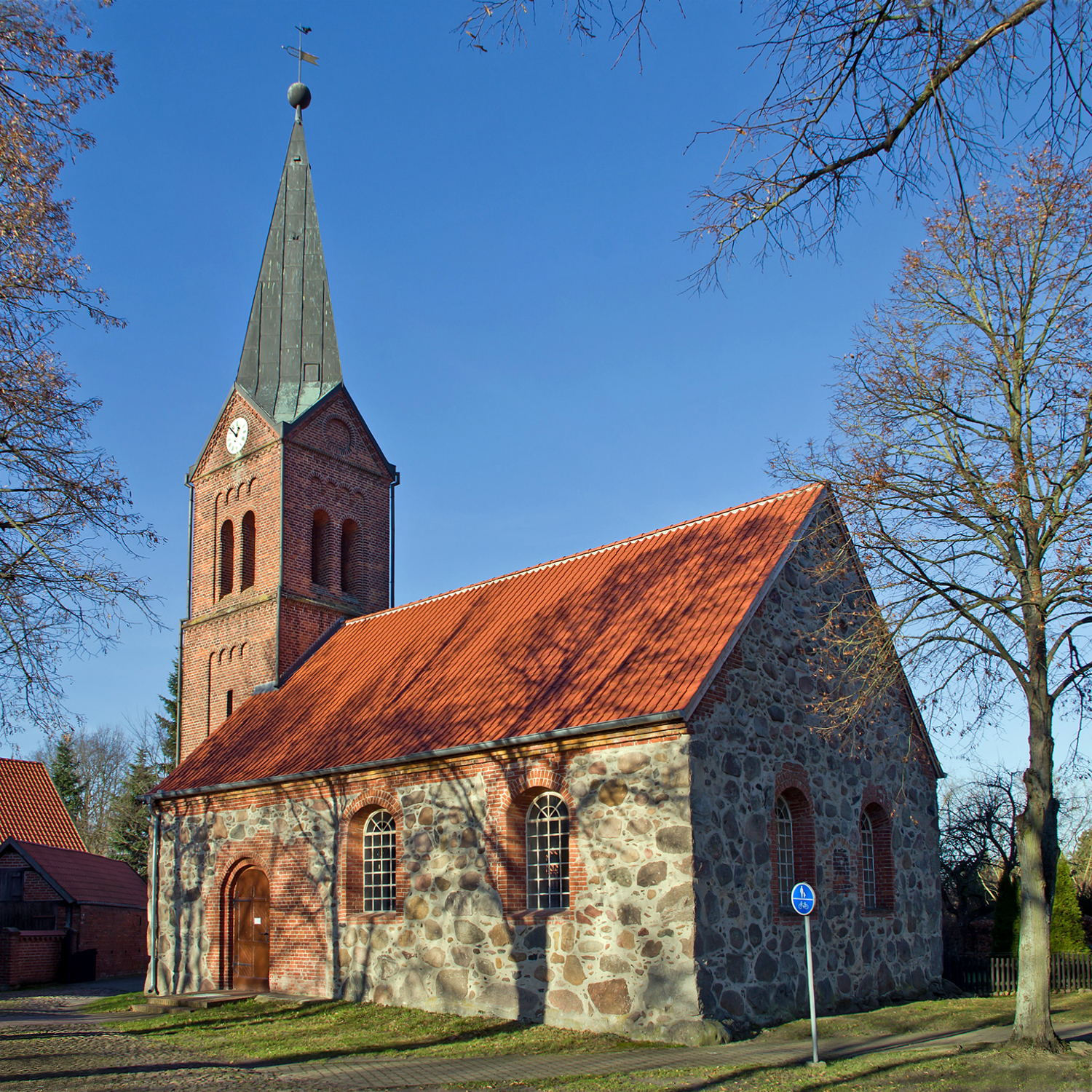
St.-Antonius-Kapelle

Die evangelisch-lutherische denkmalgeschützte St.-Antonius-Kapelle steht in Schweskau, einem Ortsteil der Gemeinde Lemgow im Landkreis Lüchow-Dannenberg in Niedersachsen. Sie gehört zur Kirchengemeinde Lemgow, Rebenstorf und Bösel im Kirchenkreis Lüchow-Dannenberg des Sprengels Lüneburg der Evangelisch-lutherischen Landeskirche Hannovers.

## Beschreibung
Die Kapelle aus Feldsteinen wurde in der Zeit der Gotik gebaut. Der Kirchturm im Westen wurde 1895 unter Einbeziehung älterer Substanz angefügt. Das Kirchenschiff ist mit einem Satteldach bedeckt, der Turm mit einem geknickten Rhombendach. Die Gewände des Portals im Süden und der Bogenfenster sind aus Backsteinen. Zur Kirchenausstattung gehören ein neugotischer Altar mit geschnitzten gotischen Statuen, die von einem verloren gegangenen Altar stammen, und eine Kanzel.